# Universidade da Calábria

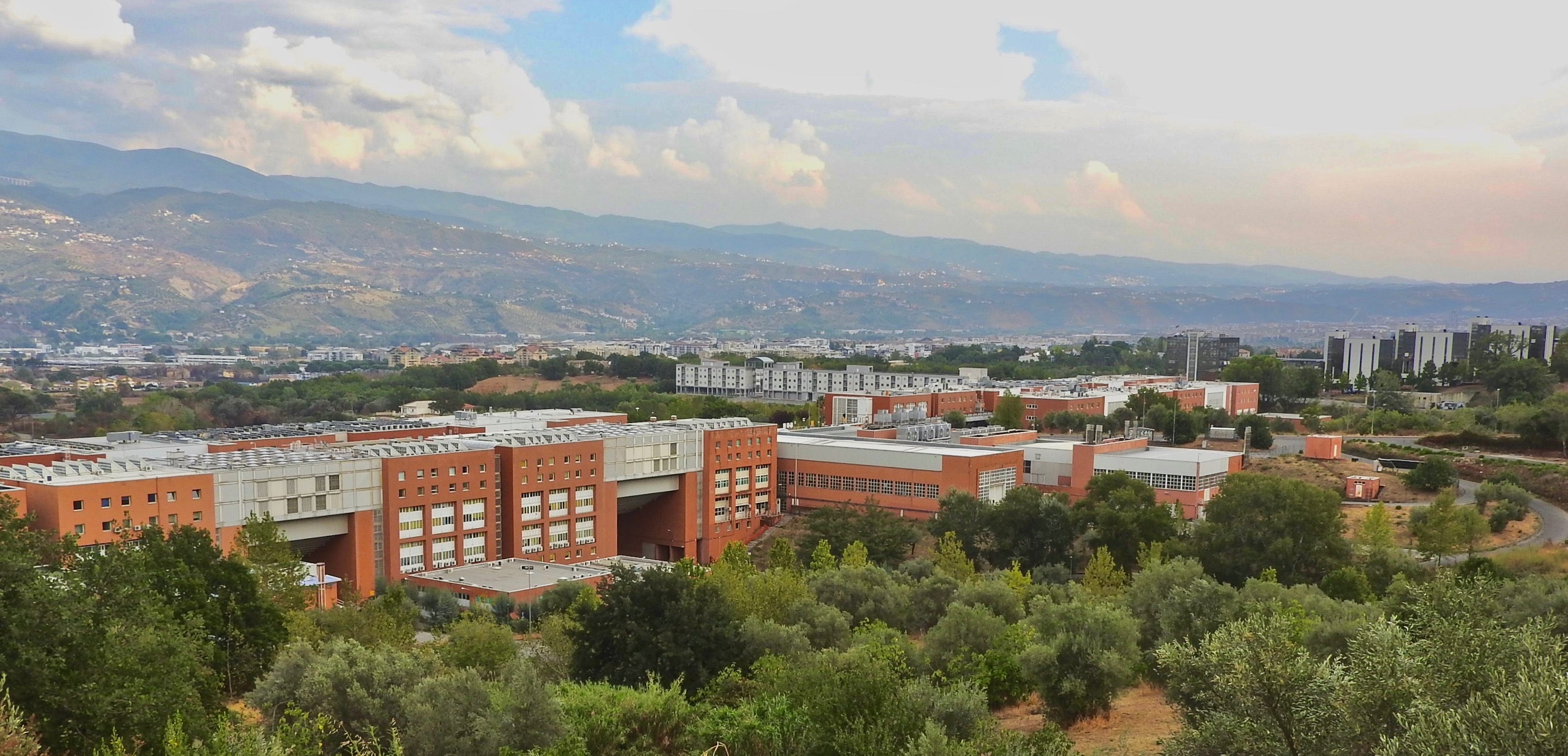
Universidade de Cosenza

A Universidade da Calábria (Università della Calabria, UNICAL), também conhecida como Universidade de Cosenza ou, na sua forma portuguesa, de Cosença (Università di Cosenza), é uma universidade estatal italiana. Localizada em Arcavacata di Rende, subúrbio de Cosenza, a instituição foi fundada em 1972. Atualmente possui cerca de 35.000 estudantes, 800 professores e pesquisadores e cerca de 700 profissionais de apoio administrativo.

## Campus
O campus da Universidade da Calábria foi projetado originalmente por Vittorio Gregotti e Dänen Martensson. Os edifícios estão dispostos ao longo de uma ponte suspensa que tem cerca de 1,3 km de comprimento. Como nos campi britânicos e estadunidenses, os estudantes vivem em blocos residenciais específicos próximos da universidade. O conjunto está localizado em colinas próximas de Arcavacata, um vilarejo a 10 km de Cosenza.

## Organização
A universidade está dividida em seis faculdades:
- Faculdade de Economia
- Faculdade de Engenharia
- Faculdade de Letras e Filosofia
- Faculdade de Matemática, Física e Biologia
- Faculdade de Farmacologia
- Faculdade de Ciência política